# Roland Kuhn
Roland Kuhn (Berna, 1912 -- Scherzingen, 2005) foi um psiquiatra suíço. Descobriu o primeiro antidepressor, a Imipramina, é considerado um dos fundadores da Daseinsanalyse. 

## Biografia
Sua formação se deu em Berna e Paris. Foi interno em psiquiatria na clínica Waldau de Berna. Exerceu a profissão em Münsterlingen e foi professor em Zurique. Desenvolveu pesquisas sobre o teste de Rorschach. Favorável ao emprego conjunto de psicoterapia e psicofarmacoterapia, aproximou-se na década de 1940 das idéias de Ludwig Binswanger e da Daseinsanalyse, sendo considerado um de seus fundadores. 
Em 1954, Kuhn, descobriu o antidepressor Imipramina (comercializada como Tofranil).
Esteve no Brasil, em 1972 participou de uma conferência em Belo Horizonte, onde relacionou a descoberta da Imipramina à psicoterapia (conforme o artigo de C. A. Crespo de Souza indicado nas "ligações externas").